# Invasão japonesa da Manchúria
A invasão japonesa da Manchúria (ou da Manjúria) começou em 19 de setembro de 1931, quando a Manchúria foi invadida pelo Exército de Guangdong do Império do Japão imediatamente após o Incidente de Mukden. Os japoneses estabeleceram um Estado fantoche, chamado Manchukuo, e sua ocupação durou até o final da Segunda Guerra Mundial.

## Ataque relâmpago sobre a ferrovia
Após o Incidente de Mukden e em violação as ordens emitidas por Tóquio, o comandante-em-chefe do Exército de Kwantung, Shigeru Honjō, ordenou que suas forças expandissem rapidamente suas operações ao longo da Ferrovia do Sul da Manchúria. Sob o comando do Tenente-General Jirō Tamon, as tropas da 2ª. Divisão foram mobilizadas até a linha ferroviária e capturaram quase todas as cidades ao longo de seus 1 114 quilômetros (693 milhas) em uma questão de dias, ocupando  An-shan, Haicheng, Kaiyuan, Tieling, Fushun, Szeping-chieh, Changchun, Kuanchengtzu, Yingkou, Dandong, e Benxi.
Do mesmo modo, em 19 de setembro, em resposta ao pedido do general Honjō, o Exército de Chosun na Coreia ordenou que a 20ª Divisão dividisse sua força, formando a 39ª Brigada Mista, que partiu no mesmo dia para a Manchúria, sem a autorização do imperador. Entre 20 e 25 de setembro, as forças japonesas tomaram Hsiungyueh, Changtu, Liaoyang, Tungliao, Taonan, Jilin, Chiaoho, Huangkutun e Hsin-min. Isso garantiu o controle das províncias de Liaoning e Jilin, junto com a linha ferroviária que conectava com a Coreia.
O governo civil japonês perdeu a sua autoridade por este grande ato de insubordinação. No entanto, pelos relatos das rápidas vitórias sucessivas obtidas não foi capaz de se opor ao Exército, tomando a decisão de enviar três divisões de infantaria adicionais do Japão, começando com a 14ª Brigada Mista da 7ª. Divisão. Eventualmente, o imperador aprovou a ocupação da Manchúria. No início de outubro, as forças totais do Exército de Kwantung eram de cerca de 35.400 soldados.
Dos 160 mil soldados do Exército do Nordeste no principio do Incidente da Manchúria, cerca de 60 000 desertaram para o lado japonês. Dos restantes, cerca de 40 000 soldados do exército do senhor da guerra Zhang Xueliang se retiraram sem oferecer muita resistência, aderindo à política do Generalíssimo Chiang Kai-Shek. O resto das tropas, leais ao Exército Nacional Revolucionário permaneceram na província de Heilongjiang e, principalmente, ao redor de Harbin, sob o comando do general Ting Chao.

## Movimentos de secessão

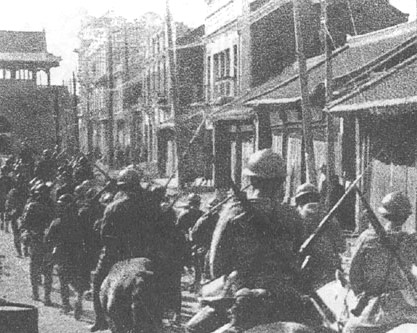
Tropas japonesas entrando em Shenyang

Depois que o governo provincial de Liaoning fugiu de Mukden, este foi substituído por um "Comitê de Preservação do Povo", que declarou a secessão da província de Liaoning da República da China. Outros movimentos separatistas foram organizados na província de Jilin, ocupada pelos japoneses, sob o general Xi Qia, chefe do "Novo Exército de Jilin"; e em Harbin, pelo general Chang Ching-hui. No início de outubro, o general Chang Hai-peng declarou a independência de seu distrito em Taonan, ao noroeste da província de Liaoning, em troca de uma transferência de uma grande quantidade de suprimentos militares para o exército japonês.
O general Chang Hai-peng continuou com sua política, enviando em 13 de outubro, três regimentos do Exército de Recuperação de Hsingan sob o comando do general Xu Jinglong ao norte para tomar a capital da província de Heilongjiang em Qiqihar. Alguns elementos da cidade ofereceram a entrega pacifica da antiga cidade fortificada, e Chang avançou com cautela ao aceitar. No entanto a sua vanguarda foi atacada pelas tropas do General Dou Lianfang, e em uma luta feroz, tiveram que retirar-se em uma debandada com grandes perdas. Durante esta batalha a ponte da ferrovia de Nenjiang foi dinamitada por tropas leais ao general Ma Zhanshan para prevenir qualquer travessia.

## Resistência à invasão japonesa
Utilizando a reparação da Ponte do Rio Nen como pretexto, os japoneses enviaram um grupo de reparo no início de novembro, sob a proteção das tropas japonesas. Os combates irromperam entre as forças japonesas e as tropas leais ao governador em exercício da província de Heilongjiang, o general muçulmano Ma Zhanshan, que optou por desobedecer a proibição imposta pelo governo do Kuomintang em oferecer maior resistência à invasão japonesa.
Apesar de seu fracasso em manter a ponte, o general Ma Zhanshan tornou-se um herói nacional na China por sua resistência, o que foi amplamente noticiado na imprensa chinesa e internacional. A publicidade inspirou mais voluntários para se alistarem nos Exércitos Voluntários Anti-Japoneses.
A ponte reparada possibilitou o avanço das forças japonesas e seus trens blindados. Tropas adicionais do Japão, nomeadamente a 4ª Brigada Mista da 8ª Divisão, foram enviadas em novembro.
Em 15 de novembro de 1931, apesar de ter perdido mais de 400 homens e ter mais de 300 feridos, o general Ma recusou um ultimato japonês para entregar Tsitsihar. Em 17 de novembro, 3 500 soldados japoneses, sob o comando do general Jirō Tamon, lançaram um ataque, forçando o general Zhanshan a entregar Tsitsihar em 19 de novembro.

## Operações no sul da Manchúria

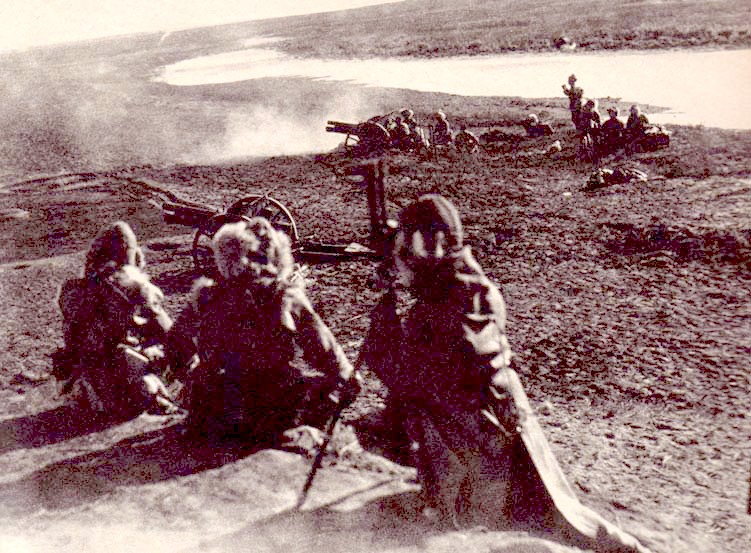
Artilharia japonesa em ação na Manchúria (outubro-novembro de 1931).

No fim de novembro de 1931, general Honjō despachou 10.000 soldados em 13 comboios blindados, escoltados por um esquadrão de bombardeiros, em um avanço para Jinzhou de Mukden. Quando esta força estava a 30 quilômetros de Jinzhou, recebeu uma ordem para se retirar. A operação foi cancelada pelo ministro da guerra japonês, o general Jirō Minami, devido à aceitação de uma proposta  modificada pela Liga das Nações para uma "zona neutra", a ser estabelecida como uma zona tampão entre a China própria e a Manchúria na pendência de uma futura conferência de paz sino-japonesa pelo governo civil do primeiro-ministro Reijiro Wakatsuki em Tóquio.
No entanto, os dois lados não conseguiram chegar a um acordo duradouro. O governo de Wakatsuki logo caiu e foi substituído por um novo gabinete liderado pelo primeiro-ministro Inukai Tsuyoshi. Outras negociações com o governo do Kuomintang falharam, e o governo japonês autorizou um reforço de tropas na Manchúria. Em dezembro, o restante da 20ª Divisão de Infantaria, em conjunto com a 38ª Brigada Mista da 19ª Divisão de Infantaria foram enviadas para a Manchúria da Coreia, enquanto que a 8ª Brigada Mista da 10ª Divisão de Infantaria foi enviada do Japão. As forças totais do Exército de Kwantung foram, assim, aumentadas para cerca de 60.450 homens.
Com esta importante força, o exército japonês anunciou em 21 de dezembro o início de operações em grande escala na Manchúria para reprimir um movimento de resistência crescente por parte da população chinesa local nas províncias de Liaoning e Jilin.
Em 28 de dezembro, um novo governo foi formado na China depois que todos os membros do antigo governo de Nanjing renunciaram. Isto lançou o comando militar em um caos, e o exército chinês retirou-se para o sul da Grande Muralha na província de Hebei, uma medida humilhante que reduziu a imagem internacional da China.  As forças japonesas ocuparam Jinzhou em 3 de janeiro de 1932, depois que os defensores chineses recuaram sem abrir combate. No dia seguinte, os japoneses ocuparam Shanhaiguan completando a sua ocupação militar do sul da Manchúria.

## Ocupação do norte da Manchúria
Com o sul da Manchúria assegurado, os japoneses voltaram-se para o norte para completar a ocupação da Manchúria. Depois do fracasso das negociações com os generais Ma Zanshan e Ting Chao no início de janeiro de 1932, o coronel Kenji Doihara solicitou ao general  colaboracionista Qia Xi para avançar e tomar Harbin.
A última grande força chinesa no norte da Manchúria foi liderada pelo general Ting Chao, que organizou com êxito a defesa de Harbin contra o general Qia até a chegada da 2ª Divisão, sob o comando do general Jirō Tamon, tendo as forças japonesas tomado Harbin em 5 de janeiro de 1932.
No final de fevereiro, o general Zhanshan juntou-se ao recém-formado governo de Manchukuo como governador da província de Heilongjiang e ministro da Guerra do Manchukuo.
A 27 de fevereiro de 1932, o general Chao ofereceu a cessação das hostilidades, terminando oficialmente a resistência chinesa na Manchúria, embora os combates contra as guerrilhas e algumas forças irregulares continuariam por vários anos durante a campanha japonesa  para pacificar Manchukuo.

## Impacto externo
A mídia ocidental informou sobre os eventos com relatos de atrocidades como bombardear civis ou disparar sobre os sobreviventes em estado de choque. Isto despertou uma considerável antipatia ao Japão, que durou até o fim da Segunda Guerra Mundial.
Quando a Comissão Lytton publicou um relatório sobre a invasão, apesar de suas declarações de que a China tinha, em certa medida provocado Japão e a soberania da China sobre a Manchúria não fosse absoluta, o Japão tomou isso como uma repreensão inaceitável e retirou-se da Liga das Nações, o que também contribuiu para criar um isolamento internacional.

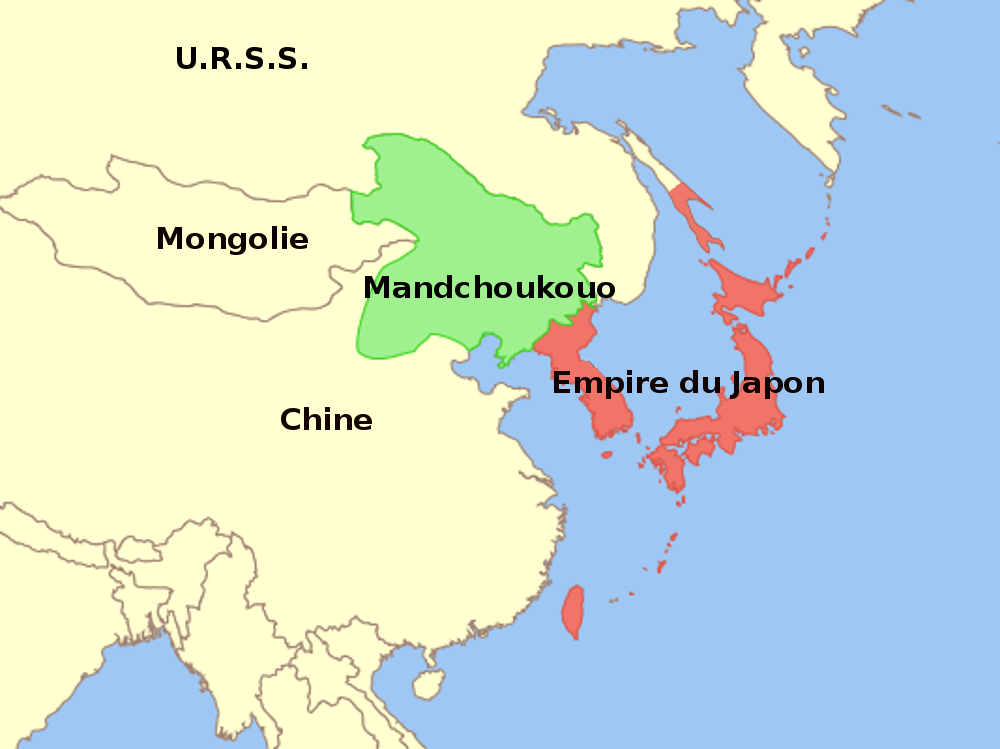
Mapa da região: em vermelho está o Império do Japão e em verde a Manchúria (posteriormente Manchukuo).

## Consequências
Em 7 de janeiro de 1932, os Estados Unidos, pelo Secretário de Estado Henry L. Stimson, declarou que não iria reconhecer qualquer governo estabelecido sob a pressão dos japoneses na Manchúria. Em março, o Estado fantoche de Manchukuo nasceu, liderado pelo último imperador da China, Pu Yi. Em 2 de outubro, o relatório Lytton foi publicado, rejeitando o argumento japonês de que o Incidente de Mukden foi apenas uma operação defensiva. O relatório também afirmou que Manchukuo era um produto da agressão japonesa na China, embora o Japão pudesse ter interesses legítimos na Manchúria dados seus assentamentos econômicos na região. Assim, a Liga se recusou a reconhecer Manchukuo como uma nação independente. Isso fez com que o Japão se retirasse da Liga das Nações, em março de 1933.
A situação na Manchúria ficou praticamente inalterada até o final da Segunda Guerra Mundial. A crise entre a China e o Japão não seria portanto resolvida pelas grandes potências, mas permaneceu congelada até o Incidente da Ponte de Marco Polo; quando os japoneses, prosseguindo sua política expansionista na China, em 1937, desencadearam a Segunda Guerra Sino-Japonesa. Em 1945, a invasão soviética da Manchúria pôs fim ao controle japonês sobre a região, e a Manchúria foi então transferida para a República da China.